# Каллиник (Карусос)
Митрополи́т Калли́ник (греч. Μητροπολίτης Καλλίνικος, в миру Константи́нос Кару́сос, греч. Κωνσταντίνος Καρούσος; 20 сентября 1926, Вартоломьон — 29 февраля 2020, Пирей, Аттика) — епископ Элладской православной церкви; митрополит Пирейский (1978—2006). Духовник архиепископа Афинского Христодула.

## Биография
Родился 20 сентября 1926 года в Вартоломьоне, префектуры Элис, в Греции.
В 1956 году рукоположён в сан диакона, а в 1959 году — в сан пресвитера. В 1961—1963 годах был игуменом Монастыря Варлаама на Метеоре.
В 1967 году окончил богословский институт Афинского университета.

## Епископское служение
25 октября 1975 года рукоположён в титулярного епископа Рогонского. 12 января 1978 года избран митрополитом Пирейским.
16 сентября 2001 года участвовал в интронизации Иерусалимского патриарха Иринея I.
В 2005 году стал фигурантом коррупционного скандала в связи с видвинутыми против него обвинениями по связям с наркоторговцем Апостолосом Вавилисом, разыскиваемым Интерполом.
4 февраля 2006 года уволен на покой.
Умер 29 февраля 2020.